# Charles Christophe Muzungu
Ne pas confondre avec Christophe Muzungu, vice-gouverneur de Kinshasa
Charles Christophe Muzungu, plus connu comme Christophe Muzungu, est un homme politique du Congo-Kinshasa, secrétaire national du MNC et directeur de la Sûreté sous le gouvernement Lumumba.
D’origine songyes, Muzungu est un des lumumbistes extradés aux Sud-Kasaï et exécutés à Bakwanga (aujourd’hui Mbuji-Mayi) en 1961.
Son fils Christophe Muzungu est gouverneur de Kinshasa en 2001.